# Phillips (Nebraska)
Pour les articles homonymes, voir Phillips.
Le village de Phillips est situé dans le comté de Hamilton, dans l’État du Nebraska, aux États-Unis. Sa population s’élevait à 287 habitants lors du recensement de 2010, estimée à 293 habitants en 2017.